# ديفيد س. روبرتسون
ديفيد س. روبرتسون (بالإنجليزية: David C. Robertson) هو عالم حاسوب أمريكي، ولد في 1935.